# Kenethao
Kenethao là một huyện (muang, mường) thuộc tỉnh Xayabury ở bắc Lào .